# Ferdi Özten
Ferdi Özten (* 21. Oktober 1987 in Bergisch Gladbach) ist ein deutsch-türkischer Schauspieler und Synchronsprecher.

## Leben
Ferdi Özten absolvierte sein Schauspielstudium von 2008 bis 2012 an der Arturo Schauspielschule in Köln.
Nach Abschluss seiner Ausbildung wurde er in der Spielzeit 2013/14 als Gast an das Comedia Theater in Köln engagiert. In den Spielzeiten 2014/15 und 2015/16 gehörte er zum festen Ensemble des Jungen Theaters Bonn, wo er in Kinder- und Jugendstücken wie Das Dschungelbuch (als Mogli), Pünktchen und Anton (als Gottfried Klepperbein), Jim Knopf und Lukas der Lokomotivführer (als Jim Knopf) und Mio, mein Mio auftrat. Mit dem Stück Supergute Tage, in dem Özten die Hauptrolle des Autisten Christopher Boone spielte, gewann das Junge Theater Bonn 2016 in der Kategorie „Publikumspreis“ den Monica-Bleibtreu-Preis.
2016 spielte er den Kay in Die Schneekönigin beim „Theater im Kloster“ in Bornheim.
Weitere Theaterengagements hatte er am Theater Heilbronn (2017), am Theater Tiefrot in Köln (Spielzeit 2017/18, als Romeo, Regie: Volker Lippmann) und am Stadttheater Paderborn (2018–2019).
Ferdi Özten ist auch für den Film, das Fernsehen und den Hörfunk, u. a. als Sprecher für den WDR und den Deutschlandfunk, tätig. Außerdem gehört er seit 2020 zum Schauspielerensemble des Hörspiellabels Titania Medien und wirkte in mehreren Hörspielen der Reihen Gruselkabinett, Sherlock Holmes und Grimms Märchen mit.
2016 drehte er seinen ersten eigenen Kurzfilm Wie an dem Tag, bei dem er als Regisseur, Autor, Produzent und Schauspieler tätig war und gewann damit beim 99Fire-Films Award den Preis in der Kategorie „Beste Idee“.
In der 2. Staffel der Anwaltsserie Falk (2020) spielte er den Jugendlichen Mahmoud. In der 7. Staffel der ZDF-Serie Bettys Diagnose (2021) übernahm er, gemeinsam mit Tobias Schäfer, eine der Episodenrollen als Inhaber eines Aachener Content-Startup-Unternehmens. Ostern 2021 war er im ZDF in der TV-Reihe Das Traumschiff als Reisebegleiter einer erblindeten Fotografin zu sehen. In der 25. Staffel der TV-Serie In aller Freundschaft (2022) übernahm er eine der Episodenhauptrollen als erfolgreicher Rallye-Fahrer Ali Günez.
In der auf Das Erste ausgestrahlten Vorabendserie WaPo Elbe (2023) gehört er als Kommissar Moritz Krätschmer an der Seite von Carina Wiese, Adnan Maral und Barbara Prakopenka zum festen Ermittlerteam.
Als Synchronsprecher lieh er u. a. Michiel De Meyer, Jérémie Petrus und Toshiki Masuda seine Stimme. Ferdi Özten lebt in Köln.

## Filmografie (Auswahl)
- 2014: Pianisten (Kurzfilm)
- 2016: Wie an dem Tag (Kurzfilm, als Regisseur, Autor, Produzent und Schauspieler)
- 2016: SOKO Köln: Loverboy (Fernsehserie, eine Folge)
- 2017: Spank’n’Bobby (Kurzfilm)
- 2018: 51 – Fünf Eins (Kurzfilm)
- 2020: Alles was zählt: Niclas kommt schwer verletzt ins Krankenhaus (Fernsehserie, eine Folge)
- 2020: Falk: Der Mutterschaftstest (Fernsehserie, eine Folge)
- 2021: Bettys Diagnose: Angst im Kopf (Fernsehserie, eine Folge)
- 2021: Das Traumschiff: Malediven/Thaa Atoll (Fernsehreihe)
- 2021–2022: Ein Fall für die Erdmännchen (Fernsehserie, zwei Folgen)
- 2022: Der Staatsanwalt: Aus der Schusslinie (Fernsehserie, eine Folge)
- 2022: In aller Freundschaft: Abwegig (Fernsehserie, eine Folge)
- seit 2023: WaPo Elbe (Fernsehserie)

## Hörspiele/Hörbücher (Auswahl)
- 2011: Astrid Lindgren: Die Brüder Löwenherz (2 Teile) (Komparse) – Regie: Claudia Johanna Leist (Hörspielbearbeitung, Kinderhörspiel) – WDR
- 2015: Pjotr Iljitsch Tschaikowski: Dornröschen – Ballett als Hörspiel erzählt – Regie: Christoph Bette – Amor Verlag
- 2015: Pjotr Iljitsch Tschaikowski: Schwanensee – Ballett als Hörspiel erzählt – Regie: Christoph Bette – Amor Verlag
- 2020: Berit Hempel/Sandra Pfitzner: Geniale Künstler: Frida Kahlo, Michelangelo, Mark Twain – Regie: Simon Kamphans – headroom Verlag
- 2020: Francis Marion Crawford: Gruselkabinett: Denn das Blut ist das Leben – Titania Medien
- 2020: Grimms Märchen 2: Allerleihrau – Regie: Marc Gruppe – Titania Medien
- 2023: Arthur Conan Doyle/Herman Cyril McNeile: Sherlock Holmes – Die geheimen Fälle des Meisterdetektivs – Das Musikzimmer – Titania Medien
- 2023: E. T. A. Hoffmann: Gruselkabinett: Der Ghoul – Titania Medien
- 2023: Arthur Conan Doyle/Herman Cyril McNeile: Sherlock Holmes – Die geheimen Fälle des Meisterdetektivs – Gottes Mühlen – Titania Medien
- 2024: Julia Hingst/Anna-Luisa Espinosa/Axel Berking: The Extra Mile – MySpassAudio
- 2024: Doreen Köhler/Max Maschmann: Fangtastic Night: Die komplette Staffel. Episode 1-3 – Golden Vision
- 2024: Silke Ziegler: Liebe unter Mandelblüten – Emons Verlag
- 2024: Grimms Märchen 15: Die drei Federn – Regie: Marc Gruppe – Titania Medien
- 2024: Grimms Märchen 16: Die drei Schlangenblätter – Regie: Marc Gruppe – Titania Medien
- 2025: Katja Rostowski: Rule the Darkness – Vajona Verlag

## Synchronisation (Auswahl)
- 2015: Food Wars! Shokugeki no Soma – für Yuuki Ishikari als Schüler B
- 2017: Star Blazers 2199: Space Battleship Yamato – für Masaaki Itatori als Mikio Nemoto
- seit 2017: Die Piraten von nebenan als Jordan
- 2018: Bloom Into You – Taichi Ichikawa als Seiji Maki
- 2018–2019: Spice and Wolf – für Daisuke Namikawa als Zheren
- 2020: Bakuman. – für Kazuyuki Okitsu als Suzuki
- seit 2020: My Next Life as a Villainess: Wie überlebe ich in einem Dating-Game? – für Toshiki Masuda als Sirius Dieke
- 2022: Rise of the Footsoldier – The Marbella Job – für Nick Nevern als Greener
- 2022: Summer Memories – für Adam Yaniv und Jason Priestley als grünblonder Junge und Keith
- 2023: Blast of Tempest – für Hirofumi Nojima als Junichirou Hoshimura
- 2023: The God of High School – für Kouhei Amasaki als Seungtae Woo
- 2023: The Angel Maker – für Arian Kashef als Mike